# Сидорова (Верх-Иньвенское сельское поселение)
Сидорова — деревня в Кудымкарском районе Пермского края. Входила в состав Верх-Иньвенского сельского поселения. Располагается юго-западнее от города Кудымкара. Расстояние до районного центра составляет 18 км. По данным Всероссийской переписи населения 2010 года, в деревне проживало 13 человек (8 мужчин и 5 женщин).

## История
По данным на 1 июля 1963 года, в деревне проживало 50 человек. Населённый пункт входил в состав Верх-Иньвенского сельсовета.